# Metropolia Mbeya
Metropolia Mbeya – jedna z 7 metropolii kościoła rzymskokatolickiego w Tanzanii. Została ustanowiona 21 grudnia 2018.

## Diecezje
- Archidiecezja Mbeya
  - Diecezja Iringa
  - Diecezja Mafinga
  - Diecezja Sumbawanga

## Metropolici
- Gervas Nyaisonga (od 2018)